# Alfie (chanson de Burt Bacharach)
Pour les articles homonymes, voir Alfie.
Alfie est une chanson écrite par Hal David et composée par Burt Bacharach pour le film Alfie le Dragueur en 1966.
Enregistrée avec succès par Cilla Black puis Dionne Warwick, la chanson fait l'objet de plus de 350 interprétations.
Nommée aux Golden Globes et aux Oscars en 1967, la chanson remporte un Grammy Award en 1968.

## Conception
En 1965, le compositeur Burt Bacharach et la parolier Hal David sont approchés par la Paramount, la société de production du film Alfie le Dragueur, via Ed Wolpin et Howard W. Koch,. Wolpin souhaite un titre chanté pour faire la promotion du film, le compositeur Sonny Rollins ayant été enrôlé pour en écrire le thème musical. Le duo d'auteurs, déjà connu pour plusieurs titres à succès tels que What the World Needs Now Is Love ou Walk On By, est sur le point de refuser : ils ne se voyaient pas écrire une chanson sur un homme prénommé 'Alfie'. Mais lorsque Bacharach est invité en Californie pour visionner un premier montage, il change d'avis, satisfait par le film, et parvient à convaincre David de répondre positivement à la demande.

### Paroles
À la lecture du script, David découvre l'une des répliques du personnage principal interprété par Michael Caine : "What's it all about?". Il décide d'en faire la phrase d'ouverture de la chanson, choisissant d'utiliser le point de vue d'une femme. Il expliquera qu'Alfie est sans doute sa chanson préférée, relatant le plus fidèlement sa philosophie de l'amour et de la vie.
En 1999, en vue de préparer un concert du Nouvel An, Barbra Streisand est en quête d'une ancienne chanson 'surprise' à insérer dans ses succès. La chanson Alfie, qu'elle avait déjà enregistrée en 1969, sort du lot. Arrivée en studio, accompagnée d'un orchestre conduit par Marvin Hamlisch, elle interprète la chanson mais à l'entame du second couplet, s'arrête et demande ce que signifie les paroles ‘What will you lend on an old golden rule?' (littéralement 'Que vas-tu prêter à une vieille règle d'or ?'). Ayant pris contact avec Hal David, celui-ci précisa que "cela ne voulait rien dire", qu'il s'agissait "simplement d'une ligne de texte qui sonnait bien" et "de paroles libres d'interprétation".

### Musique
David Hal écrit les paroles avant que Bacharach ne compose la musique, qui sera, selon ses propres mots, dictée par le travail de Hal. Dans son autobiographie, Bacharach dit : "au lieu de phrases de huit mesures classiques, la chanson contient des phrases de dix mesures, et je me suis retrouvé dans cette situation à cause de Hal". Il considère qu'il s'agit d'une des meilleures chansons qu'il ait composée avec David,. Il considérait que les paroles étaient plus importantes que la musique car elles devaient traiter du sujet du film, le titre 'Alfie' n'étant pas explicite.
Après trois semaines de composition, il enregistre une démo à New York avec le chanteur Kenny Karen, interprétant lui-même la partition au piano. Famous Music (en), la division musicale de Paramount, avait pris en charge les frais inhérents à la session d'enregistrement, ce qui lui permit de s'accompagner de deux violons.
À l'origine, Bacharach et David souhaitaient enregistrer la chanson avec Dionne Warwick, collaboratrice de longue date. Mais Paramount souhaitait une interprète anglaise pour conserver une cohérence avec le film tourné à Londres. Proposée à Sandie Shaw avec qui ils avaient déjà travaillé sur leur reprise de (There's) Always Something There To Remind Me, celle-ci refusa sur les conseils de sa manager Eve Taylor (en). Le titre se vit alors proposé à Cilla Black qui, après avoir également décliné l'offre, finit par accepter après avoir imposé ses conditions.
Durant ses performances live, Bacharach jouait généralement une version en si bémol majeur, similaire à la première version qu'il produisit avec Cilla Black en 1966. Elle est toutefois régulièrement jouée en do majeur, sachant qu'il existe de nombreuses variantes de l'orchestration originale en raison d'indications contradictoires présentes sur la partition initiale.

### Distinctions
Nominations
La chanson est nommée lors de la 24e cérémonie des Golden Globes dans la catégorie Meilleure chanson originale, battue par Strangers in the Night (de Bert Kaempfert, Charles Singleton (en) et Eddie Snyder (en) dans le film D pour Danger) et en compétition avec Born Free (en) (de John Barry et Don Black dans Vivre Libre), Un Homme et une Femme (de Francis Lai et Pierre Barouh dans Un Homme et une Femme) et Georgy Girl (en) (de Tom Springfield (en) et Jim Dale dans Georgy Girl).
La même année, la chanson est également nommée dans la catégorie Meilleure chanson originale lors de la 39e cérémonie des Oscars du cinéma, battue par Born Free et en compétition avec Georgy Girl, My Wishing Doll (de Elmer Bernstein et Mack David dans Hawai) et A Time For Love (de Johnny Mandel et Paul Francis Webster dans Sursis pour une nuit).
Toujours en 1967, la chanson est nommée dans la catégorie Meilleure chanson des Laurel Awards, battue par A Time For Love, en compétition avec My Wishing Doll, Born Free et Georgy Girl.
Récompenses
Le 29 février 1968, Bacharach remporte le Grammy Award du meilleur arrangement (en) lors de la 10e cérémonie, en compétition avec Herb Alpert & the Tijuana Brass (Casino Royale, thème de Casino Royale), Bob Crewe Generation (Music to Watch Girls By (en)), Buddy Rich (Norwegian Wood et le medley West Side Story issu de West Side Story) et Antonio Carlos Jobim (Wave).

## Version de Cilla Black
Singles de Cilla Black
Love's Just a Broken Heart
(1966) Don't Answer Me
(1966)
Au début de l'année 1966, Bacharach fait donc parvenir sa démo à la chanteuse anglaise, dans un premier temps étonnée et très réticente. Deux ans auparavant, une bataille trans-atlantique s'était déclarée entre elle et Dionne Warwick à la suite de sa reprise de Anyone Who Has a Heart, une chanson écrite par Bacharach. Dans son autobiographie, Cilla Black dira avoir été très excitée par cette demande car ne souhaitant pas répondre favorablement (elle détestait la chanson et associait Alfie au nom d'un chien), elle s'était amusée à imposer ses propres conditions espérant ainsi se voir écartée du projet,. Elle exigea successivement que Bacharach soit désigné arrangeur, qu'il fasse le déplacement à Londres pour l'enregistrement et enfin qu'il y participe activement en jouant d'un instrument. À son grand étonnement, Bacharach accepta les trois conditions, proposant de l'accompagner au piano. Ne pouvant plus reculer, elle se voit obligée d'enregistrer la chanson. Elle avouera toutefois dans un documentaire en 2020 qu'a posteriori, elle remercie Bacharach d'avoir répondu positivement à ses demandes.
Le 22 février 1966 en soirée au studio 1 d'Abbey Road , le producteur George Martin invite un orchestre de 24 instruments et le trio vocal féminin The Breakaways pour assurer les chœurs. Brian Epstein, manager de Cilla Black, décide de filmer l'intégralité de la session. Bacharach, qui touche 250$ pour son travail, est très exigeant avec Black, lui demandant 29 prises vocales, en dépit de l'avis de Martin qui considérait que la quatrième prise était la bonne,. Finalement, Martin provoque la fin de la session, exaspéré, demandant à Bacharach ce qu'il attend exactement, ce à quoi le compositeur perfectionniste répond qu'il cherche "ce petit quelque chose de magique". Cilla Black est exténuée mais cet état semble avoir transcendé son interprétation, le dernière prise ayant été conservée comme master.
Durant la même session, Black enregistre la chanson You Can Sing a Rainbow, renommée plus tard Sing a Rainbow (en), pour son album Cilla Sings a Rainbow (en) qui paraitra dans le courant de l'année.
Le single est diffusé le 25 mars 1966 au Royaume-Uni chez Parlophone (réf. R 5427). En face B, Night Time Is Here est une chanson écrite par Bobby Willis (en), elle aussi accompagnée par un orchestre, cette fois-ci dirigé par Nicky Welsh, un chef d'orchestre écossais.
Le film sort le 24 mars 1966 dans les salles de cinéma du Royaume-Uni, la chanson Alfie entrant le 6 avril 1966 à la 34e position du UK Singles Chart, culminant à la 9e position le 11 mai et quittant le classement à la fin du mois de juin.
En 2003, le titre de l'autobiographie de Cilla Black, What's It All About, est un emprunt aux paroles de la chanson, celle-ci débutant par cette expression.

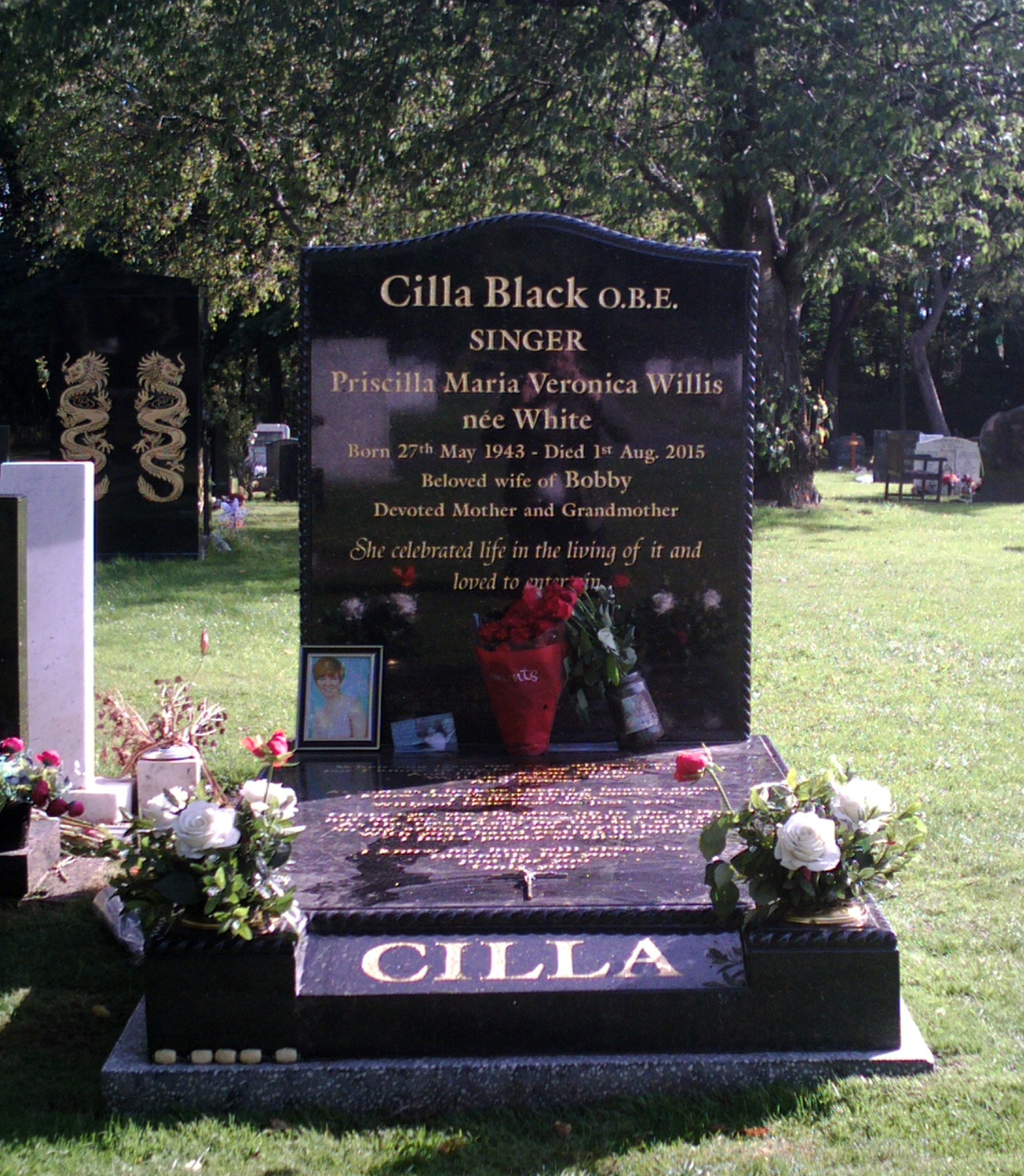
Pierre funéraire ornant la tombe de Cilla Black.

Cilla Black est morte en 2015. Enterrée au Allerton Cemetery (en) à Liverpool, sa famille a fait placer une nouvelle pierre tombale en 2016 à la suite du vol de la plaque de bronze ornant sa scépulture en décembre 2015. Cette nouvelle pierre est gravée de plusieurs paroles issues de chansons célèbres qu'elle a interprétées, dont Alfie et les vers "As sure as I believe there's a heaven above, I know there's something much more, I believe in love. Without true love we just exist".

### Personnel et technique
- Cilla Black : voix
- Burt Bacharach : piano
- Orchestre composé de 12 violons, 3 altos (violas), 3 violoncelles, 1 cor d'harmonie, 1 guitare, 1 harpe, 1 guitare basse, 1 batterie, 1 instrument de percussion[9]
- The Breakaways : chœurs

Cilla Black chante dans un microphone Neumann (en) U67. Les ingénieurs du son Geoff Emerick et Phil McDonald (en) utilisent un compresseur de marque Fairchild (en).

### Classements
| Classement (1966)              | Meilleure Position |
| ------------------------------ | ------------------ |
| Canada (RPM Top 100 Singles)   | 96                 |
| États-Unis (Billboard Hot 100) | 95                 |
| Royaume-Uni (UK Singles Chart) | 9                  |
| Nouvelle-Zélande               | 20                 |
| Australie (Go-Set (en) UZ3)    | 37                 |

Au Canada, la version de Cilla Black entre le 25 juillet 1966 à la 98e place, monte à la 96e la semaine suivante puis disparait le 8 août, remplacée par l'interprétation de Cher qui elle, entre directement à la 81e position (et culminera à la 36e place).
| Classement annuel (1967)     | Position |
| ---------------------------- | -------- |
| Canada (RPM Top 100 Singles) | 84       |

### Un succès mitigé aux États-Unis
La version de Cilla Black rencontre peu de succès outre-atlantique, atteignant une 95e position au Billboard Hot 100 à l'été 1966.
Le premier facteur explicatif fait suite à l'interprétation de Cher diffusée dès juillet 1966. United Artists, la société responsable de la distribution du film aux États-Unis, préfère une version américaine, le film ne sortant que le 24 août 1966. L'entreprise américaine a placé la version de Cher durant les crédits de fin du film et propose le single dès le mois de juillet, soit un mois avant la sortie nationale en salles. Brian Epstein, toujours manager de Cilla Black, est furieux de voir sa chanteuse ainsi évincée du marché américain. Capitol Records tente de lancer la version de Black (réf. 5674) juste avant la sortie du film mais le succès n'est pas au rendez-vous.
La deuxième explication tient à la pléthore de versions disponibles au moment de la sortie du film en août 1966. Pas moins de sept versions cohabitent : celles de Cher et Black, mais également celles de Tony Martin, Jack Jones, Billy Vaughn, Joanie Sommers (en) et Carmen McRae, ces deux dernières ayant en sus percé dans le Billboard Adult Contemporary.

## Version de Cher
Singles de Cher
Bang Bang (My Baby Shot Me Down)
(1966) I Feel Something in the Air (en)
(1966)
Paramount avait prévu le lancement du film aux États-Unis en août 1966.
Lewis Gilbert, réalisateur du film et grand fan de jazz, ne comprend pas l'intérêt porté par le public à la chanson de Cilla Black : celle-ci lui parait déforcer l'aspect artistique de son film et minimiser la qualité de la bande son proposée par Sonny Rollins. Le point de vue de Gilbert va remonter aux oreilles de United Artists mais pas dans le sens escompté : l'entreprise a appris à la suite des succès de trois films de la franchise James Bond et deux documentaires sur les Beatles qu'une chanson pop associée diffusée sur les ondes aide souvent à en faire sa promotion tout en permettant de récupérer de l'argent, surtout si le titre est distribué par un label discographique lui appartenant. United Artists va ainsi sélectionner la chanteuse Cher, toujours sous contrat auprès de leur label Imperial Records. Elle est une artiste à succès reconnue avec six titres dans les charts américains en 1965 et encore présente sur le podium du Billboard Hot 100 en ce début d'année 1966 avec Bang Bang (My Baby Shot Me Down). En guise de compromis et pour ne pas augmenter la frustration de Gilbert, United Artists décidera d'ajouter la version de Cher dans les crédits de fin.
L'enregistrement se déroule aux Gold Star Studios (en) de Los Angeles. Sonny Bono réalise les arrangements du morceau, optant pour un titre à la mode "Phil Spector", une adaptation que Bacharach avouera plus tard ne pas apprécier.
Le single sort le 12 juillet 1966 chez Imperial (réf. 66192), soit plus d'un mois avant le film, mais ne rencontre toutefois pas le succès du single précédent de Cher : Alfie culmine à la 32e position du Billboard Hot 100, là où Bang Bang avait atteint la 2e place.
En 2004, Cher enregistre une nouvelle version d'Alfie pour le remake Irrésistible Alfie de Charles Shyer mais Paramount l'évince, tentant de persuader Norah Jones. C'est finalement Joss Stone qui interprètera cette nouvelle version.

### Classement
| Classement (1966)              | Meilleure Position |
| ------------------------------ | ------------------ |
| Canada (RPM Top 100 Singles)   | 36                 |
| Québec (ADISQ)                 | 16                 |
| États-Unis (Billboard Hot 100) | 32                 |
| États-Unis (Cash Box Top 100)  | 32                 |

## Version de Dionne Warwick
Singles de Dionne Warwick
Another Night
(1966) The Windows of the World (en)
(1967)
En 1966, Bacharach et David travaillent sur l'album Here Where There Is Love (en) de Dionne Warwick au studio A & R Recording (en) de New York avec Phil Ramone. Il manque une chanson pour compléter l'album et Steve Tyrell (en), A&R de Scepter Records, propose à Bacharach de réaliser un nouvel arrangement de la chanson Alfie pour sa chanteuse. La version de Warwick, enregistrée en une seule prise, est ainsi plus douce que les versions pop précédentes.
L'album sort en décembre 1966. Alors que le titre ne sort qu'en février chez Scepter en tant que face B de The Beginning of Loneliness (réf. 12187), il obtient la préférence des radios et entre au Billboard Hot 100 le 8 avril. Aidée par sa prestation en mondovision lors de la 39e cérémonie des Oscars diffusée le 10 avril, son interprétation culminera à la 15e position du classement en juillet.

### Classements
| Classement (1967)                                   | Meilleure Position |
| --------------------------------------------------- | ------------------ |
| Canada (RPM Top 100 Singles)                        | 10                 |
| Canada (RPM Top 25 R&B)                             | 1                  |
| États-Unis (Billboard Hot 100)                      | 15                 |
| États-Unis (Billboard R&B Singles)                  | 5                  |
| États-Unis (Cash Box Top 100)                       | 15                 |
| Belgique (Ultratop 50 Singles Belgique francophone) | Tip                |

| Classement annuel (1967)        | Position |
| ------------------------------- | -------- |
| États-Unis (Billboard Year-End) | 44       |
| États-Unis (Cash Box Year-End)  | 74       |
| Canada (RPM Top 100 Year-End)   | 84       |
| Brésil (Top 100 Year-End)       | 77       |

### Distinctions
Dionne Warwick reçoit un Grammy Hall of Fame en 2008 pour son interprétation de Alfie, prix honorant une sélection de chansons de plus de 25 ans ayant 'une importance historique ou qualitative'.

## Version de Stevie Wonder
Singles de Stevie Wonder
You Met Your Match
(1968) For Once in My Life
(1968)
Stevie Wonder enregistre une version instrumentale d'Alfie en septembre 1967. Il l'interprète régulièrement sur scène mais le single ne sort officiellement que le 27 août 1968, précédant l'album Eivets Rednow à venir le 20 novembre. Produit par Henry Cosby, il sort chez Gordy Records, une filiale de Motown, sous la référence G 7076. En face B est adjoint More Than a Dream, une chanson coécrite par Stevie Wonder et Henry Cosby.
L'interprète référencé sur la pochette est Eivets Rednow, qui n'est autre que 'Stevie Wonder' épelé à l'envers. Cette modification de l'interprète est une volonté du label Motown afin de distinguer l'artiste et chanteur soul maintenant reconnu de l'harmoniciste.
Dans sa biographie dédiée à Stevie Wonder, l'auteur Frédéric Adrian analyse que "le titre rencontre un succès modeste, mais, tout comme l'album Eivets Rednow, indique une certaine attirance de Wonder pour la musique dite "de variété" dont il fera sa spécialité dans les années 1970. Motown, par le déguisement du label, vise un public blanc de cabaret mais une partie de l'audience afro-américaine lui est tout de même restée fidèle".
Pour Ed Hogan (AllMusic) : "les arrangements de cordes et de cors sont magnifiques et semblent traduire toute l'ironie des paroles même si aucun mot n'est prononcé. [Il s'agit d'] une interprétation unique grâce à l'utilisation gracieuse et subtile de l'harmonica".

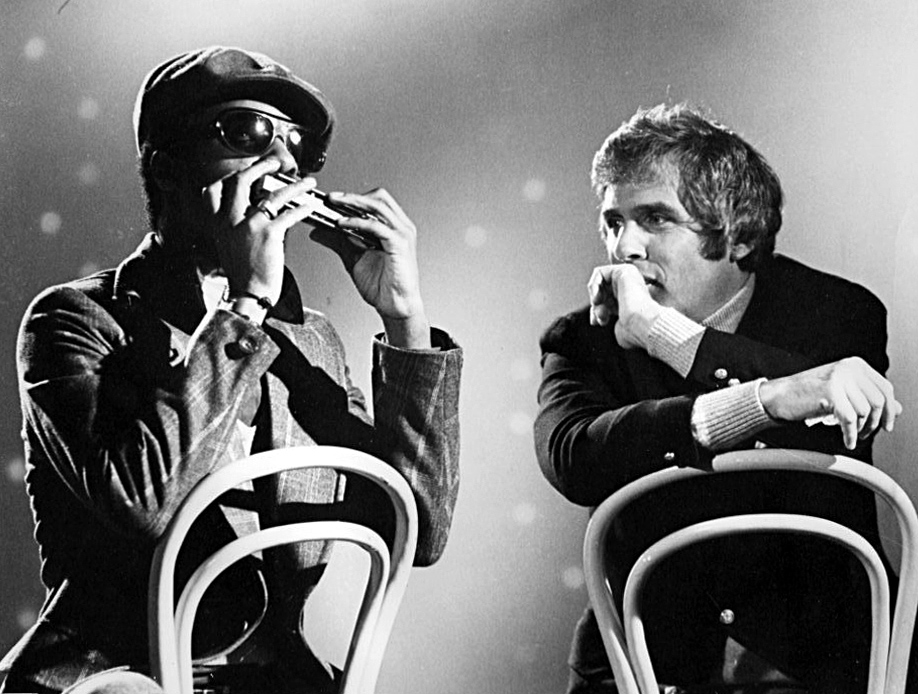
Stevie Wonder et Burt Bacharach.

Le 9 mai 2012 à la Maison Blanche, Stevie Wonder interprète Alfie (en version chantée) en guise d'hommage lors de la cérémonie de remise du Prix Gershwin (en) à Hal David et Burt Bacharach pour leurs contributions à la musique populaire,.

### Classement
| Classement (1966)                         | Meilleure Position |
| ----------------------------------------- | ------------------ |
| États-Unis (Billboard Hot 100)            | 66                 |
| États-Unis (Billboard Adult Contemporary) | 11                 |

## Reprises
Informations issues de SecondHandSongs, sauf mentions complémentaires.

### Versions de Burt Bacharach
- En 1967, Bacharach sort sa propre version en single chez A&M records (réf. 845)[69], également disponible sur son album Reach Out (en) diffusé en octobre[70].
- En 2003, il enregistre une nouvelle version avec Ronald Isley pour l'album Isley Meets Bacharach.
- En 2005, il apparait en featuring avec Kenny G sur l'album At Last...The Duets Album (en).
- En 2007, il accompagne Peabo Bryson sur l'album New Music from an Old Friend.

### Autres reprises classées
- Joanie Sommers (en), avec une 9e position au Billboard Adult Contemporary (1966)[71],
- Carmen McRae, avec une 29e position au Billboard Adult Contemporary (1966)[72],
- The Delfonics, avec une 88e position au Billboard R&B Singles (1973)[73].

### Autres interprétations
On dénombre plus de 350 interprétations, dont :
- Jack Jones sur The Impossible Dream (1966)
- Billy Vaughn et son Orchestre sur Alfie (1966)
- Mel Carter (en) sur Easy Listening (1966)
- Dee Dee Warwick, en face B (1966 et 1967), puis sur Foolish Fool (1969). Sa version est enregistrée avant celle de sa soeur Dionne, dès le printemps 1966, alors que Cilla Black connait déjà le succès avec son interprétation. Dee Dee Warwick est alors en tournée promotionnelle dans le nord de l'Angleterre. De passage dans l'émission Ready Steady Go! en mai, elle est invitée aux studios d'enregistrement de Philips Records à Londres (une division de Mercury) pour travailler avec le producteur Johnny Franz (en) et l'arrangeur Peter Knight. Dans une interview en 2001, elle se souvient : “Je n'en revenais pas. Il y avait un orchestre de 40 instruments et une chorale spécialement pour moi”. Philips publie le titre quelques mois plus tard en face B du single I Want To Be With You[74], alors qu'aux États-Unis, il accompagnera le single Locked In Your Love, qui ne paraitra qu'en juillet 1967[75], soit plusieurs mois après le succès de l'interprétation de sa sœur ainée[76].
- Percy Faith sur Percy Faith Plays the Academy Award Winner Born Free and Other Great Movie Themes (1967)
- Floyd Cramer sur Class of '67 (1967)
- Jerry Butler sur Mr Dream Merchant (1967)
- Andy Williams sur Born Free (en)(1967)
- David McCallum sur Music - It's Happening Now! (1967)
- Ramsey Lewis sur Up Pops Ramsey Lewis (en) (1967)
- Matt Monro sur Invitation to the Movies (1967) et sur Softly as I Leave You (1971)
- Nancy Wilson sur Just for Now (en) (1967)
- Vikki Carr (en) sur It Must Be Him (en) (1967)
- Sarah Vaughan sur It's a Man's World (1967)
- Connie Francis sur Connie Francis Sings Bacharach and David (1968)
- Mantovani sur The Mantovani Touch (1968)
- Maynard Ferguson sur Ridin' High (1968)
- Stan Getz sur What the World Needs Now (1968)
- Tony Bennett sur I've Gotta Be Me (1969)
- Barbra Streisand sur What About Today? (en) (1969) et durant son Timeless Tour (en)[77] (2000).
- Johnny Mathis sur Raindrops Keep Fallin' on My Head (1970)
- Mina sur Mina (1971)
- Rita Reys sur Rita Reys Sings Burt Bacharach (1971)
- Santo & Johnny sur Famosi temi da films (1972)
- Don Shirley sur The Don Shirley Point of View (1972)
- Boots Randolph sur Party Boots (1976)
- Stella Levitt (de) sur Stella Levitt (1981)
- Bill Evans, Eddie Gómez & Philly Joe Jones sur California, Here I Come (1982)
- Everything but the Girl sur le single Don't Leave Me Behind (1986)
- Don Thompson (en) sur Music from the Movies (1989)
- Frank Wess sur Tryin' to Make My Blues Turn Green (1994)
- Whitney Houston durant quelques dates de son Bodyguard World Tour (en)[78](1994), et lors de son concert télévisé Classic Whitney: Live from Washington, D.C. (en)[79] (1997)
- Vanessa Williams en single (1996)
- Randy Crawford sur Play Mode (2000)
- Alison Moyet en face B du single Almost Blue[80] (2004) puis sur la réédition de Voice (en) (2015)
- Olivia Newton-John sur Indigo: Women of Song (en) (2004)
- Leroy Jones (en) sur Soft Shoes (2007)
- Lara Fabian sur Every Woman in Me (2009)
- Bob Welch sur Sings The Best Songs Ever Written (2011)
- Jimmy Osmond (en) sur Moon River & Me! A Tribute to the Man and His Music (2016)
- Hank Marvin sur Without a Word (2017)
- Fujii Kaze sur l'édition limitée de son album Help Ever Hurt Never[81] (2020)

### Adaptations en langue étrangère
| Année | Langue      | Titre             | Adaptation          | Interprète(s)                            |
| ----- | ----------- | ----------------- | ------------------- | ---------------------------------------- |
| 1966  | Néerlandais | Frankie           | Ernst van Altena    | Conny Vandenbos                          |
| 1976  | Finnois     | Alfie             | Anna-Liisa Virtanen | Inga Sulin                               |
| 1967  | Français    | Alfie             | Tony Roman          | Nanette Workman, Raymond Berthiaume (en) |
| 1976  | Allemand    | Alfie             | Lilibert            | Lena Valaitis                            |
| 1998  | Allemand    | Alles geht vorbei | Lilibert            | Angelika Milster                         |
| 1969  | Suédois     | Alfie             | Britt Lindeborg     | Sylvia Vrethammar                        |
| 1974  | Hébreu      | אלפי              | יוסי בכר            | Carmela Corren                           |

## Utilisation et références dans les médias
Sauf indication contraire, les informations mentionnées dans cette section peuvent être confirmées par la base de données cinématographiques IMDb,  présente dans la section « Liens externes ».
Hormis le film dont elle est originaire et son remake utilisant une nouvelle version interprétée par Cher, on peut notamment entendre la chanson Alfie :
- En 1972, dans Last of the Red Hot Lovers (en) de Gene Saks
- En 1976, dans L'Adam de la mer de Daniel Petrie
- En 1988, dans Liaison fatale de Adrian Lyne
- En 1992, dans Brain Donors (en) de Dennis Dugan
- En 1998, dans Sabrina, l'apprentie sorcière (saison 3, épisode 1)
- En 2002, la chanson est parodiée dans une scène supprimée de Austin Powers dans Goldmember de Jay Roach, 'Austin' remplaçant 'Alfie'[83]. Michael Caine joue ici le rôle du père d'Austin Powers (et incarnait Alfie dans le film original). Des scènes du film de 1966 apparaissent en arrière-plan quand il chante. Susanna Hoffs interprète cette version, intitulée Alfie (What's It All About, Austin?), sur la bande originale du film[84].
- En 2015, Naya Rivera, sous les traits de Santana Lopez, interprète la chanson dans le sixième épisode de la sixième saison de Glee, What the World Needs Now (en)[85].